# Матовогрудый усач
Матовогрудый усач, или светлонадкрылый усач (лат. Tetropium fuscum) — инвазивный вид жуков-усачей из подсемейства спондилидин. Вид родом из Палеарктики — Европы, России, Турции, Японии, интродуцирован в Новую Шотландию.

## Описание
Жуки длиной тела 9-13 мм. Голова между усиками с коротким глубоким продольным швом, густой пунктировкой и длинными светлыми щетинками. Переднеспинка чёрная, сужена кзади. Надкрылья жёлто-коричневые с широкой, бархатистой, светлой, поперечной перевязью у основания. Ноги жёлто-коричневые, бёдра обычно темнее.

## Биология
Личинки развиваются в древесине живых ослабленных деревьях различных видов ели, кроме того, может встречается на ветровальных и срубленных деревьях. Также может развиваться на сосне и лиственнице. Отмечено несколько видов паразитоидов преимагинальных стадий: Doryctes mutillator, Atanycolus initiator, Helconidea dentator, Neoxorides collaris, Xorides praecatorius.